# JASPERS
JASPERS (Joint Assistance to Support Projects In European Regions, pol. Wspólna Pomoc we Wspieraniu Projektów dla Europejskich Regionów) – jest to inicjatywa mająca na celu usprawnienie przygotowania projektów ubiegających się o finansowanie z unijnych funduszy i pomoc państwom członkowskim w wykorzystaniu dotacji UE szybciej i w bardziej efektywny sposób. 
Inicjatywa JASPERS udziela pomocy w przygotowywaniu projektów wysokiej jakości, które kwalifikują się do otrzymania wsparcia z funduszy strukturalnych i spójności w państwach członkowskich UE objętych celem konwergencji, ale priorytet jest przyznawany dużym projektom i projektom w dziesięciu nowych państwach członkowskich, które weszły do Unii w 2004 roku, oraz Bułgarii i Rumunii.
Instrument przygotowania projektów jest dostępny dla projektów infrastruktury zakładających modernizację sieci transportowych, programów środowiskowych i inwestycji przyczyniających się do zwiększenia efektywności energetycznej i wykorzystujących energie odnawialne. Obejmuje również usprawnienia systemów transportu intermodalnego i transportu miejskiego oraz duże projekty w innych sektorach, jak na przykład opieka zdrowotna, edukacja i modernizacja miast.